# Condado de Scott (Illinois)
El condado de Scott es un condado del estado de Illinois, Estados Unidos. Tiene una población estimada, a mediados de 2022, de 4790 habitantes.
La sede del condado es Winchester.

## Geografía
Según la Oficina del Censo, tiene una superficie total de 655 km², de los cuales 650 km² corresponden a tierra firme y 5 km² están cubiertos de agua.

## Historia
Fue fundado el 16 de febrero de 1839 en un territorio que hasta ese momento pertenecía al condado de Morgan. Tomó su nombre de un condado del vecino estado de Kentucky, por influencia de los emigrantes de ese estado.

## Demografía

### Censo de 2020
Según el censo de 2020, en ese momento el condado tenía una población de 4949 habitantes. La densidad de población era de 7.6 hab/km². El 96.28% de los habitantes eran blancos, el 0.10% eran afroamericanos, el 0.06% eran amerindios, el 0.22% eran asiáticos, el 0.02% era isleño del Pacífico, el 0.26% eran de otras razas y el 3.05% eran de una mezcla de razas. Del total de la población, el 0.97% eran hispanos o latinos de cualquier raza.

### Evolución demográfica
La evolución demográfica desde el año 1930 ha sido la siguiente:
|       | 1930 | 1940 | 1950 | 1960 | 1970 | 1980 | 1990 | 2000 | 2010 | 2020 | 2022 |
| ----- | ---- | ---- | ---- | ---- | ---- | ---- | ---- | ---- | ---- | ---- | ---- |
| TOTAL | 8539 | 8176 | 7245 | 6377 | 6096 | 6142 | 5644 | 5537 | 5355 | 4949 | 4790 |

### Estimación 2018-2022
De acuerdo con la estimación 2018-2022 de la Oficina del Censo, los ingresos medios de los hogares del condado son de $70 500 y los ingresos medios de las familias son de $85 813. Los ingresos per cápita en los últimos doce meses, medidos en dólares de 2022, son de $32 891. Alrededor del 11.0% de la población están por debajo de la línea de pobreza, entre ellos el 20.8% de los menores de 18 años y el 9.8% de quienes tienen 65 años de edad o más.

## Localidades

### Ciudades
- Winchester

### Pueblos
- Naples

### Villas
- Alsey
- Bluffs
- Exeter
- Glasgow
- Manchester